# Greed (Swans)
Greed è il terzo album discografico in studio del gruppo musicale statunitense Swans, pubblicato nel 1986.

## Tracce
Side A
Musiche di Swans.
1. Fool – 5:23
2. Anything for You – 4:32
3. Nobody – 4:49
4. Stupid Child – 5:19

Side B
1. Greed – 6:17
2. Heaven – 4:54
3. Money Is Flesh – 6:20

## Formazione
- Michael Gira - voce, sampler, basso, piano
- Norman Westberg - chitarra
- Harry Crosby - basso
- Jarboe - voce
- Ronald Gonzalez, Ted Parsons, Ivan Nahem - batteria